# Arbeitsgemeinschaft Deutscher Kurierdienste
Die Arbeitsgemeinschaft Deutscher Kurierdienste (ADK) wurde am 10. November 1984 in Frankfurt am Main von acht Stadtkurierdiensten gegründet. Der Geschäftssitz war zunächst in Hamburg bei „Der Kurier“, Geschäftsführer Christian Wilisch, und in Stuttgart bei „Express-Car“, Geschäftsführer Eduard Sigmund. In Kooperation mit sechs weiteren Großstadt-Kurierdiensten wurde bis Mai 1990 mit dem Termindienst im Nachtsprung ein Overnight-Service in mehr als 60 Städte angeboten. Seit Mitte 1990 wickelte die ADK über ein selbst betriebenes Hub-and-Spoke-System zunächst in Mühlbach, später in Neuenstein ihre bundesweiten Übernachttransporte über das Autobahnnetz ab. Am 4. August 1994 wurde die Arbeitsgemeinschaft der Kurierdienste GmbH & Co. KG in Hamburg gegründet. Im Oktober 1994 trennten sich das Gründungsmitglied Der Kurier und die anderen ADK-Partner. Der Kurier unterhält seither ein eigenes Übernachtnetzwerk zusammen mit German Parcel, die später die Der-Kurier-Gruppe kaufte und die Marke „Der Kurier“ im Franchising als Overnight-Express-Produkt im GLS-Konzern nutzt. Aus den verbliebenen ADK-Partnern wurde GO! General Overnight, die die frei gewordenen Standorte, wie z. B. Hamburg, mit eigenen GO!-Gesellschaften besetzte.